# TCDD-Baureihe E 68000
| Baureihe E68000         | Baureihe E68000        |
| ----------------------- | ---------------------- |
|                         |                        |
| Anzahl:                 | 80                     |
| Hersteller:             | Hyundai Rotem Tülomsaş |
| Baujahr(e):             | 2013–2015              |
| Achsformel:             | Bo’Bo’                 |
| Spurweite:              | 1435 mm (Regelspur)    |
| Länge:                  | 20 m                   |
| Höhe:                   |                        |
| Breite:                 |                        |
| Leermasse:              | 86 Tonnen              |
| Höchstgeschwindigkeit:  | 140 km/h               |
| Indizierte Leistung:    |                        |
| Dauerleistung:          |                        |
| Dauerzugkraft:          |                        |
| Stromsystem:            | 25 kV, 50 Hz ~         |
| Stromübertragung:       | Oberleitung            |
| Anzahl der Fahrmotoren: |                        |
| Besonderheiten:         |                        |

Die Baureihe E 68000 ist eine Elektrolokomotivbaureihe der staatlichen türkischen Eisenbahn Türkiye Cumhuriyeti Devlet Demiryolları (TCDD). 

## Geschichte
Hyundai Rotem wurde mit der Lieferung von 80 Elektrolokomotiven mit 5 MW Leistung (6800 PS) beauftragt. Die ersten acht Lokomotiven wurden in Südkorea gebaut, der Rest bei Tülomsaş in der Türkei. Škoda Transportation lieferte die elektrische Ausrüstung.
Die Loks der Baureihe E 68000 sind anfangs wegen starker Belastung an Steigungen ausgefallen. Das Durchdrehen ist vor allem bei schlechten Wetterbedingungen zu einem echten Problem geworden und die Traktionsleistung fällt hinter die 20 Jahre alten Toshiba-Loks zurück, welche jedoch mit sechs statt vier Antriebsachsen ausgestattet sind.
Eine Lok dieser Baureihe war am Eisenbahnunfall von Marşandiz beteiligt.
In den 2020er Jahren arbeiten Hyundai Rotem und Škoda auch bei der Lieferung von 17 Elektrolokomotiven für die Tanzania Railways zusammen.